# اهوا
اهوا (به انگلیسی: Ahwa) یک شهرک در هند است که در گجرات واقع شده‌است.

## خصوصیات
اهوا ۱۵٬۰۰۰ نفر جمعیت دارد.